# Harissa
Harissa (někdy psáno jako harísa) je druh ostré kořenící směsi. Pochází z Tuniska a je oblíbena i v Alžírsku, Maroku a na Blízkém východě. V severní Africe (v zemích Maghrebu) se používá téměř ke všem jídlům. Jako stolní koření se dosti podobá indonéskému sambalu.

## Obsah a použití
Harissa obsahuje chilli papričky, česnek, koriandr, kumin (římský kmín), papriku, sůl (5%) a olivový olej. Vyrábí se smícháním těchto ingrediencí do hustoty pasty. Koření se používá k přípravě originálních omáček k dušené zelenině, masu a pod.
Harissa se používá všude tam, kde se dá použít chilli tj. k přiostření pokrmů, do gulášů, polévek, na „čínu“, při grilování a pečení masa a ryb a pod. Tradičně se podává s kuskusem nebo v aromatických polévkách a k dušeným pokrmům.
Harissa se prodává zavařená ve skleničkách jak na trzích v Maghrebu a na Blízkém východě, tak v Evropě.